# Elachista gormella
Elachista gormella — вид лускокрилих комах родини злакових молей-мінерів (Elachistidae).

## Поширення
Вид поширений в Європі. Виявлений в Іспанії, Франції, Італії, Чехії, Словаччині, Угорщині та Україні.